# Roca del Cucut
La Roca del Cucut és una muntanya de 472 metres que es troba al municipi de Torroja del Priorat, a la comarca catalana del Priorat.